# Rete testis

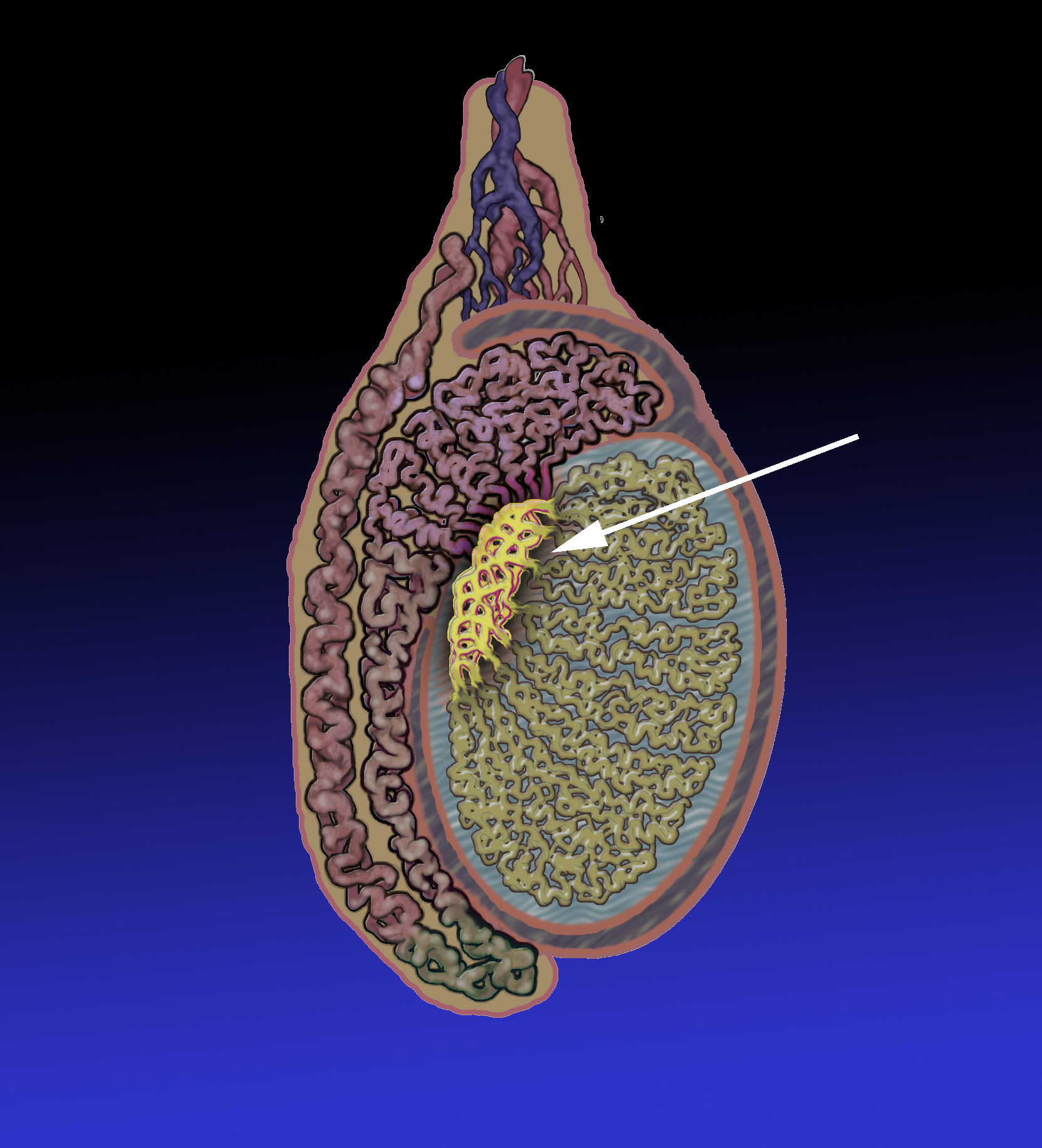
Position des canaux du rete testis dans un testicule humain adulte.

Le rete testis est un réseau de canaux des testicules issus des tubes séminifères droits dans le mediastinum testis.
Les canaux du rete testis s'écoulent dans les canaux efférents, qui passent dans la tête de l'épididyme. À ce niveau, le rete testis ne contient que des cellules de Sertoli, puisque tous les spermatozoïdes se trouvent dans la lumière des tubes séminifères.

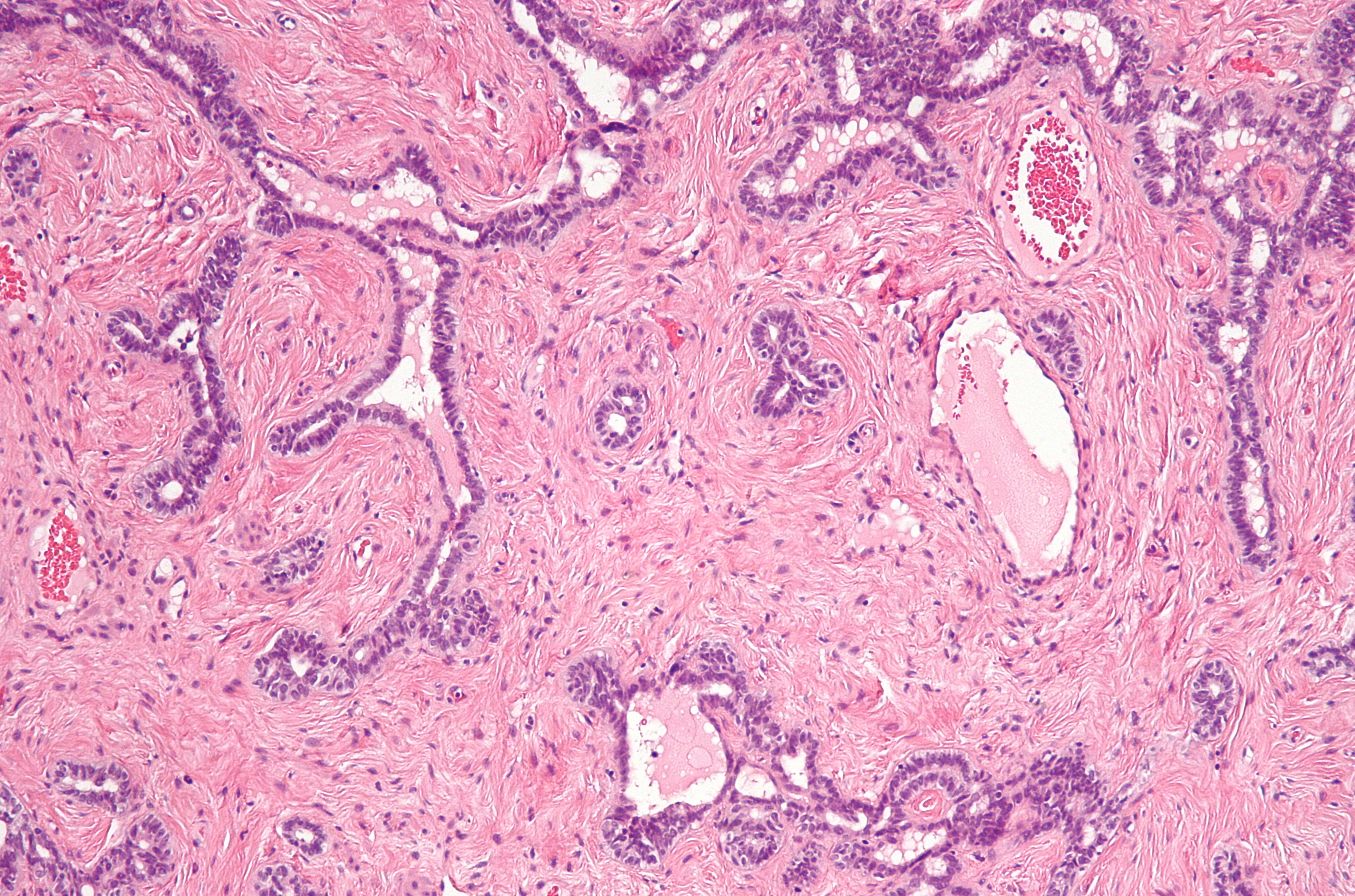
Photomicrographie du rete testis (coloration HE).